# Scalabis juventas
Scalabis juventas är en insektsart som beskrevs av Ronald Gordon Fennah 1954. Scalabis juventas ingår i släktet Scalabis och familjen sköldstritar. Inga underarter finns listade i Catalogue of Life.